# Hans de Koster
Henri Johan (Hans) de Koster (ur. 5 listopada 1914 w Lejdzie, zm. 24 listopada 1992 w Wassenaar) – holenderski polityk, menedżer, działacz gospodarczy i dyplomata, parlamentarzysta i senator, w latach 1971–1973 minister obrony, w latach 1978–1981 przewodniczący Zgromadzenia Parlamentarnego Rady Europy.

## Życiorys
W 1935 ukończył studia ekonomiczne na Uniwersytecie Amsterdamskim, następnie do 1940 pracował jako dyrektor w rodzinnym przedsiębiorstwie produkującym mąkę De Koster & Co. w Lejdzie. Po inwazji III Rzeszy na Holandię dołączył do ruchu oporu, kierował komórką szpiegowską „Peggy”, współpracując m.in. z Wielką Brytanią. W tym okresie zaprzyjaźnił się także z holenderskim księciem Bernhardem. W latach 1945–1946 był attaché Holandii przy Lidze Narodów, następnie powrócił do De Koster & Co., w którym do 1967 był dyrektorem. Działał także w organizacjach gospodarczych, był prezydentem VNO-NCW (krajowego zrzeszenia pracodawców) oraz od 1962 do 1967 szefem Europejskiej Konfederacji Biznesu. W latach 1958–1967 zasiadał w radzie społeczno-ekonomicznej, działającej przy holenderskim rządzie.
W 1952 wstąpił do Partii Ludowej na rzecz Wolności i Demokracji. W 1967 po raz pierwszy wybrany do niższej izby parlamentu Tweede Kamer, zasiadał w niej z przerwami do 1977. Od 1967 do 1971 pozostawał sekretarzem stanu w resorcie spraw zagranicznych, natomiast od 1971 do 1973 ministrem obrony w trzech kolejnych rządach. Od 1977 do 1980 był natomiast członkiem Eerste Kamer, po czym od 1980 do 1985 należał do Rady Stanu, oficjalnego organu doradczego. Zajmował także stanowiska przewodniczącego Zgromadzenia Międzyparlamentarnego Beneluksu (1977–1978) oraz Zgromadzenia Parlamentarnego Rady Europy (1978–1981). W 1985 zakończył karierę polityczną, zasiadał następnie w radach nadzorczych i zarządach organizacji pozarządowych oraz spółek (m.in. Randstad Holding, Douwe Egberts, ASML Holding). Działał również jako lobbysta i promotor idei zjednoczenia Europy, należał do komitetu sterującego Grupy Bilderberg.

## Odznaczenia
Odznaczony m.in. Orderem Lwa Niderlandzkiego III klasy (1996), Orderem Korony II klasy (1970), Legią Honorową III klasy (1972) oraz Orderem Oranje-Nassau II klasy (1977). Otrzymał również Medal Brązowego Lwa (1949) Krzyż Pamiątkowy Ruchu Oporu (1982).